# Ahmed Al-Abdulali
Ahmed Al-Abdulali (født 18. juni 1988) er en saudiarabisk håndboldspiller for Mudhar og det saudiarabiske landshold.